# Walentyn Sylwestrow

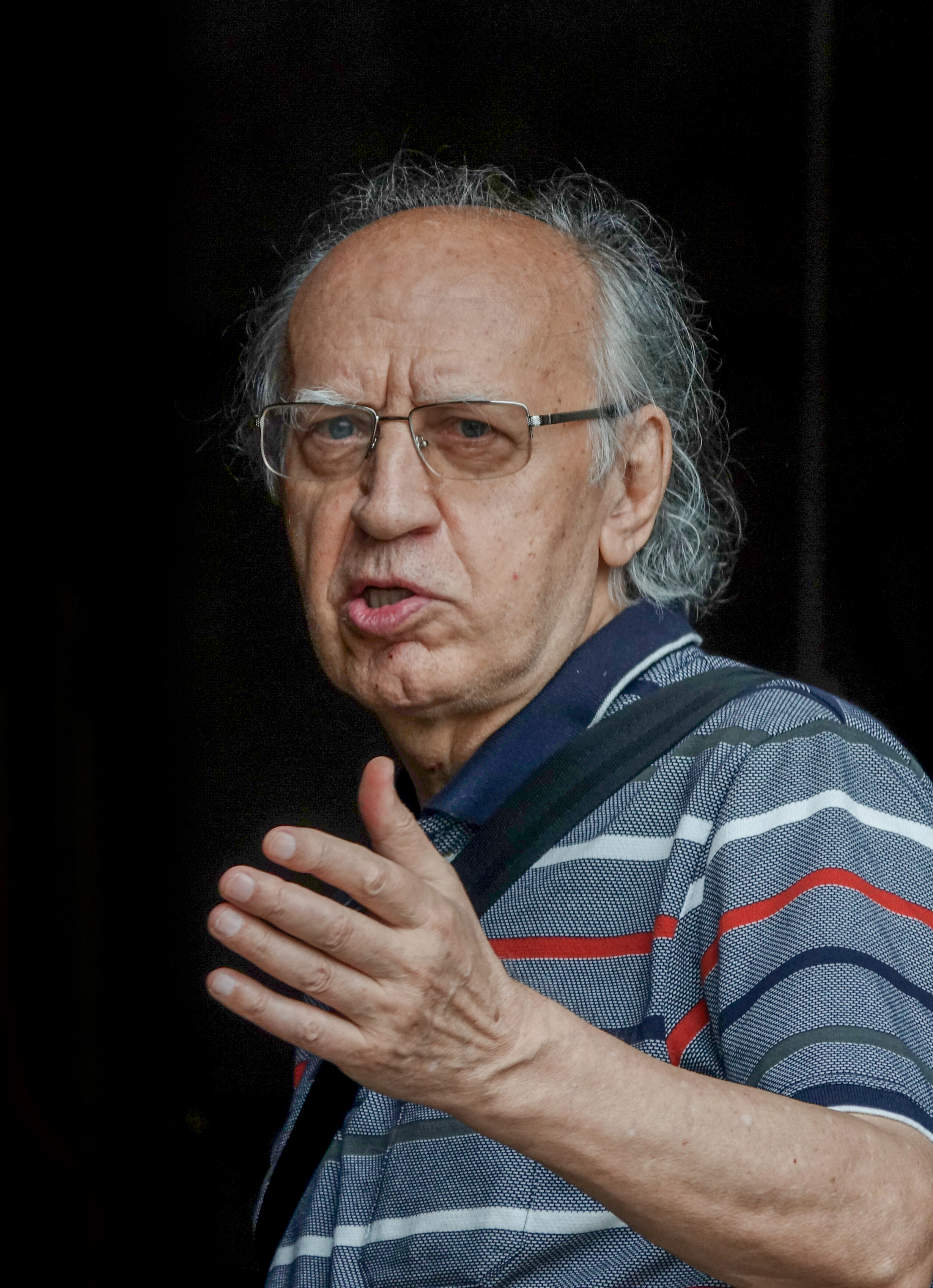
Walentyn Sylwestrow vor der Verleihung des Internationalen Schostakowitsch-Preises, 2022

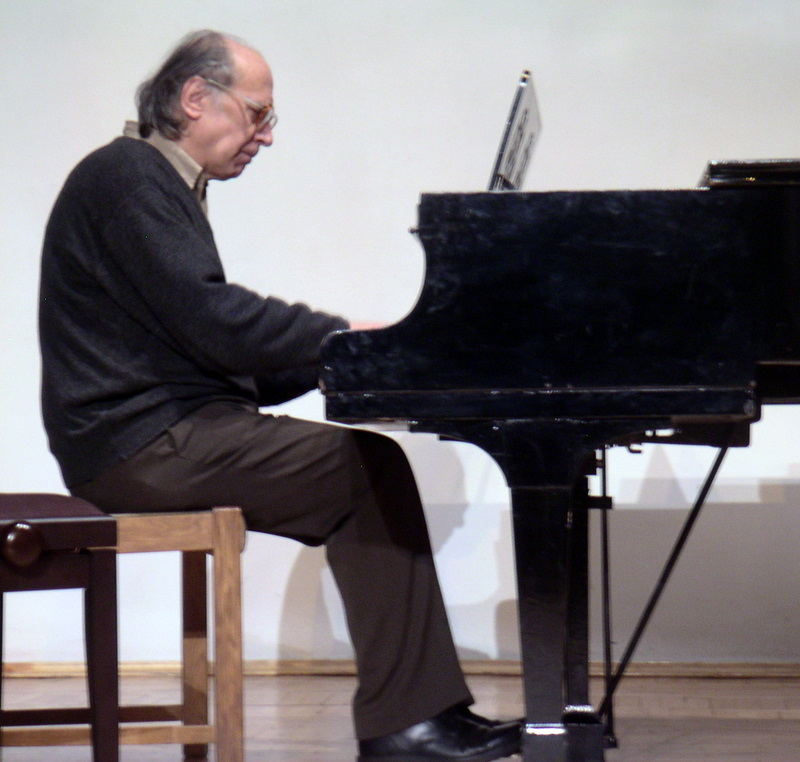
Walentyn Sylwestrow, 2009

Walentyn Wassyljowytsch Sylwestrow (ukrainisch Валентин Васильович Сильвестров, wiss. Transliteration Valentyn Vasyl'ovyč Syl'vestrov; in deutschen Veröffentlichungen auch Valentin Silvestrov; * 30. September 1937 in Kiew, Ukrainische SSR) ist ein ukrainischer Komponist.

## Leben

### Die jungen Jahre (1937–1970)
Walentyn Sylwestrow wurde am 30. September 1937 in Kiew in der damaligen Ukrainischen Sozialistischen Sowjetrepublik geboren. Zu seinem näheren familiären Umfeld, wie zum Beispiel dem Beruf des Vaters, gibt es keine genaueren Quellen. Den Weg zur Musik fand er, im Vergleich zu anderen Komponisten, erst relativ spät: Mit 15 Jahren nahm er erstmals Instrumentalunterricht, während er sich vieles nebenher selbst beibrachte. Ab 1955 besuchte er für drei Jahre die Kiewer Abendschule für Musik und nahm dort Klavierunterricht. Während dieser Zeit begann er am Kiewer Institut für Ingenieur- und Bauwesen ein Studium, das er später abbrach.
Mit 21 Jahren entschied er sich ganz für die Musik und begann ein Studium am Kiewer Konservatorium. Er besuchte die Klasse für Komposition von Borys Ljatoschynskyj und nahm Unterricht bei Lewko Rewucki in Kontrapunkt und Harmonielehre. Er wandte sich immer mehr der Avantgarde zu und begann Anfang der 1960er Jahre in einem kleinen Kreis von Komponisten und Dirigenten aus Kiew, unter ihnen auch Igor Blaschkow und Leonid Hrabowsky, damit, die Dodekaphonie anhand von Hanns Jelineks Anleitung zur Zwölftonkomposition im Selbststudium zu erlernen. Mit diesem Hintergrund komponierte er 1963 seine 1. Sinfonie, die er im selben Jahr beim Staatsexamen in Komposition vorspielte. Er stieß damit auf Ablehnung, da man am Konservatorium Werke im Stil des sozialistischen Realismus erwartete. Er erhielt daher kein Diplom, sondern nur eine Bescheinigung, dass er das Studium absolviert hatte.
Noch während des Studiums begann Sylwestrow 1963 als Musiklehrer an verschiedenen Musikschulen zu unterrichten. In diesen sechs Jahren entstanden Werke, die in der offiziellen Kulturpolitik der Sowjetunion auf Abneigung stießen. Bereits 1961 wurde er bei einem Treffen junger Komponisten wegen seines Klavierquintetts heftig kritisiert. In der Ukraine wurde seine Musik nicht gespielt, 1970 schloss ihn der Komponistenverband der UdSSR aus, 1973 erfolgte die Wiederaufnahme.
Doch konnte er sich außerhalb der Sowjetunion behaupten: 1967 erhielt er von der renommierten amerikanischen Koussevitzky-Stiftung einen Kompositionsauftrag für die 3. Sinfonie (Eschatophonie), die im Jahr darauf bei den Darmstädter Ferienkursen unter Bruno Maderna uraufgeführt wurde. Eine weitere Auszeichnung erfolgte 1970 beim Internationalen Kompositionswettbewerb Gaudeamus in den Niederlanden.

### Neue Richtungen (1970–1991)
Mit 33 Jahren schlug Sylwestrow sowohl in seinem kompositorischen Schaffen wie auch in seiner beruflichen Karriere eine neue Richtung ein. Er versuchte nun, als freischaffender Komponist zu leben und wandte sich einer Art „Neo-Romantik“ zu. Damit hatte er im Sowjetregime weniger Probleme, da sein Stil nun als weniger subversiv eingeschätzt wurde. Zwar ließ er sich in die staatlich vorgegebene Ästhetik weiterhin nicht integrieren, doch sein Status als Komponist verbesserte sich bis zum Zerfall der Sowjetunion so weit, dass er 1989 zum „Volkskünstler“ der ukrainischen sozialistischen Sowjetrepublik ernannt wurde.
Zum Ende der 1980er Jahre stieg die Anzahl der Aufführungen erheblich an. Man kannte Sylwestrow nun nicht nur in der Ukraine und in Russland, sondern auch in Westeuropa. Besondere Bekanntheit erlangte er in Amerika. Bis heute erhält er von dort Einladungen zu Konzerten, denen er aber meist nicht nachkommt.
Von 1974 bis 1984 erlebte Sylwestrow seine produktivste Phase als Komponist.

### Nach dem Ende der Sowjetunion (ab 1991)
Weitere Auszeichnungen folgten auch nach dem Ende der Sowjetunion: So erhielt er 1995 mit dem Schewtschenko-Staatspreis den angesehensten Kunstpreis der Ukraine und zwei Jahre darauf den ukrainischen Verdienstorden 3. Klasse. Im Oktober 2011 verlieh die Nationale Universität Kiew-Mohyla Akademie (NaUKMA) Sylwestrow den Ehrendoktortitel.
1996 starb seine Frau Larissa, die ihn vom Beginn seines künstlerischen Schaffens an begleitet hatte.
17 Jahre nach dem Wandel zu Demokratie und einer offeneren Gesellschaft nahm Sylwestrow, mit Blick auf die Vergangenheit, die Bedeutung und Wirkung des Sowjetregimes für sich selbst so wahr:
„Unter dem Sowjetregime war es dann so, dass ein falscher Akkord genügte und man wurde verfolgt. Damit hatte man eine gewisse Bedeutung, selbst wenn es im negativen Sinne war. […] Heute kann man den richtigen oder den falschen Akkord wählen und überhaupt niemand nimmt Notiz davon.“
Nach dem russischen Überfall auf die Ukraine floh Silwestrow mit Tochter und Enkelin im März 2022 nach Berlin. Seine Musik erlebte vor dem Hintergrund dieser Ereignisse international zahlreiche Aufführungen, u. a. durch die Berliner Philharmoniker und die Metropolitan Opera New York.
Im Juli 2022 wurde dem Komponisten der Internationale Schostakowitsch-Preis verliehen. Anfang Oktober 2022 wurde Sylwestrow mit dem Opus Klassik für sein Lebenswerk geehrt.

## Der kompositorische Stil Sylwestrows
Um die Kompositionen Sylwestrows zu verstehen, muss man seine Auffassung von Musik kennen. Einer seiner wichtigsten Überzeugungen kommt man am besten mit einem Zitat der Komponistin Sofia Gubaidulina nah. Hier wird klar, welch große Rolle Religion für Sylwestrow spielt:
„Seiner Meinung nach ist alles schon da – ist alles schon geschrieben worden. Um das zu verstehen, muss man an den Allmächtigen erinnern. Alles ist schon einmal geschaffen worden, man muss nichts weiter tun als aufmerksam dem zu lauschen, was schon da ist, und das wieder aufrufen. Dann fängt wieder etwas an zu schwingen. Es war eigentlich die ganze Zeit schon da, aber jetzt können auch wir die Schwingungen spüren und das als Musik wahrnehmen.“
Darüber hinaus nimmt der Komponist, in Sylwestrows Auffassung, keine wichtige Rolle ein, da er ja nur die Schwingungen auffasst und in Musik umformt, wie das folgende Zitat zeigt:
„Bei der Entstehung von Musik ist der Komponist im Grunde nichts weiter als ein Dämpfer. Der eine heißt eben Beethoven, ein andrer Mozart oder x oder y. Je nach seiner Veranlagung filtert so ein Dämpfer dieses oder jenes heraus. Er fasst etwas aus den kaum erfassbaren Wehen der Musik auf und verwandelt es in etwas Einzigartiges. Man darf darin keinen persönlichen Verdienst des Autors sehen.“

### Die Kiewer Avantgarde (1960–1970)
Spricht man über Avantgarde, so muss man zuerst einmal den Begriff klären. Avantgarde ist aus dem Sprachschatz des französischen Militärs gegriffen und bezeichnet eigentlich die Vorhut, also den Truppenteil, der als erstes vorrückte und somit die erste Berührung mit dem Feind hatte. Hier fungiert der Begriff dann insofern im übertragenen Sinne, dass sich die Kiewer Avantgarde von der sowjetischen Regierung abgewandt und dem Fortschritt und somit auch dem Westen zugewandt hatte. Die vorgeschriebene Art und Weise, in der komponiert werden, und wie Musik klingen sollte, war zu dieser Zeit von der Regierung vorgegeben und nannte sich „Sozialistischer Realismus“. Eine Stilrichtung, die damals auch für andere Kunstrichtungen wie Malerei und Literatur vorgegeben war.
Die Kiewer Avantgarde benutzte aber entgegen staatlicher Vorgaben fast ausschließlich Mittel aus der Zwölftontechnik, die sie sich mit Hanns Jelineks Anleitung zur Zwölftonkomposition selbst beigebracht hatte. Diese Gruppe war der Regierung daher ein großer Dorn im Auge.
Die Mittel, die Sylwestrow zu dieser Zeit in seinen Kompositionen verwendet, sind ganz typisch für die Zwölftontechnik und nicht außergewöhnlich neu. Trotzdem kann er sich bereits jetzt von den anderen Komponisten ein wenig abheben. Sein Freund Igor Blaschkow erinnert an eines der damaligen Treffen der Kiewer Avantgardisten:
„Sylwestrow verblüffte damals wirklich alle, weil er zeigte, dass das Zwölftonsystem für ihn etwas ganz natürliches ist und kein Prokrustesbett, in das man sich hineinzwängen musste.“

### Der Übergang (1970–1974)
Der Wandel, den Sylwestrow vollzieht, ist keine Ausnahme, denn sowohl im Westen wie auch im Osten verändert man sich hin zu einem Stilpluralismus. Die Komponisten halten sich nun also an keine vorgegebene Form mehr, modern zu komponieren wie zum Beispiel die Zwölftontechnik. Es treten signifikant einerseits die Bevorzugung von Zitaten, Collagen und Stilmischungen in den Vordergrund und andererseits die Hinwendung zu religiösen Themen. Des Weiteren werden in die UdSSR Fachbegriffe aus dem Westen übernommen, die versuchen die Strömungen zu umschreiben: „Neue Einfachheit“, „Neo-Romantik“, „Minimalismus“ und auch „meditative Musik“.
Andrei Wolkonski, einer der Komponisten der Kiewer Avantgarde, erinnert sich an diesen Wandel:

„Ohne uns abzusprechen haben wir erkannt, dass dieser Weg (gemeint ist die Avantgarde; Anmerkung des Autors) nicht der richtige ist und etwas Destruktives hat.“

Die Kiewer Avantgarde löst sich also vollkommen auf, und Sylwestrows Schaffen verändert sich grundlegend: Er vollzieht in den Jahren 1970–1973 einen Übergang ausgehend von der Dodekaphonie, über eine freitonale, hin zu einer neo-romantischen Tonsprache. Am besten umschreiben lässt sich dieser Wandel mit einem Zitat von Sylwestrow selbst:

„Die Avantgarde setzt einem nichts als Salz vor. Versuchen Sie mal einen Haufen Salz zu essen. Andererseits ist das Salz der Avantgarde jetzt noch da – gerade noch spürbar.“

Sylwestrow selbst beschreibt sich laut der Musikwissenschaftlerin Tatjana Frumkis aber bis heute immer noch als Avantgardist. Seiner Meinung nach „gehört zur Avantgarde auch die Fähigkeit, sich von ihr loszusagen“. Dieser Stil zeigt sich zum Beispiel in dem dreisätzigen Werk Drama (1970/1971) für Violine, Cello und Klavier oder auch in Meditation mit dem Untertitel „Symphonie für Kammerorchester“ (1972). Beide Werke sind für Zuhörer und Zuschauer gleichermaßen interessant, da Sylwestrow hier auch szenische Mittel mit einbezieht. Am Höhepunkt der Meditation erlischt im Konzertsaal das Licht, das Orchester verstummt, und die Musiker zünden Streichhölzer an, die sie anschließend wieder löschen. Erst danach wird die Musik fortgesetzt.
Die Musik Sylwestrows ist während und auch nach seinem Wandel „ausgedehnter, anekdotischer und enthält Allusionen an ältere Stile“.

### Der neue Stil (ab 1974)
Walentyn Sylwestrows neuer Stil, zu komponieren, ist ein sehr individueller und lässt sich nur schwer in festgelegte Strömungen einordnen. Diese Entwicklung, aus der Avantgarde heraus hin zu einem Individualstil, war zur damaligen Zeit sehr verbreitet.
Seit 1973 festigte er seinen neuen Stil, wobei er zu traditionellen Werten wie Melodiösität und sonoristischer Schönheit zurückkehrte. Er gebrauchte jetzt Idiome der modalen und tonalen Musik. Die Stilrichtung, der Sylwestrow jetzt am nächsten steht, ist die obenerwähnte „Neo-Romantik“. Komponisten dieses Stils empfinden meist eine tiefe Bewunderung für die Musik des 19. Jahrhunderts.
Betrachtet man Sylwestrows Notation, so fällt auf, dass er jede Fermate, jede agogische Schwankung und jedes noch so kurze Nachklingenlassen über die angegebene Notenlänge mit größter Sorgfalt ausnotiert.
Dorothea Redepenning beschreibt es so: „Diese romantische Musik ist durch die Verfahren des 20. Jahrhunderts hindurchgegangen.“
Sylwestrows Arbeit lässt sich in dem Kontext der „Neo-Romantik“ am besten mit der eines Restaurators vergleichen, der Altes wieder im ursprünglichen Glanz erstrahlen lassen will. Er komponiert dabei fast ausschließlich tonal – der Wohlklang des Stückes soll dabei also im Vordergrund stehen. Auch die Melodik spielt dabei eine ganz besondere Rolle, da sie, vom jeweiligen Soloinstrument gespielt oder gesungen, vom jeweils begleitenden Instrument oder vom Orchester nur umhüllt werden soll. Ein Beispiel hierfür ist der Liederzyklus Stille Lieder: Dieses Werk für Singstimme und Klavier ist vergleichbar mit klassisch romantischen Liederzyklen wie der Winterreise von Schubert. Bei Sylwestrow basieren die Kunstlieder auf Texten bekannter russischer Dichter.
Der Komponist selbst beschreibt die Musik, die er seit 1974 komponiert, als „metaphorische Musik“. Diese Bezeichnung begründet sich darin, dass er – wie bereits eingangs erwähnt – musikalische Stilmittel von Komponisten vergangener Epochen zitiert, umwandelt und damit als Metaphern verwendet. Sylwestrow setzt die Musik dadurch in einen neuen zeitgenössischen Kontext.
Zu den bekanntesten Werken dieser Zeit gehört die Kitsch-Musik für Klavier (1977). Hier stellt er einen Bezug zu romantischen Künstlern, wie zum Beispiel Chopin oder Schumann, her, ohne sie jedoch in diesem Werk direkt zu zitieren.
Allerdings darf man die Betrachtung seines Werkes nicht nur auf diesen Stil beschränken, da er nicht nur in der Notationsart von der Avantgarde geprägt ist, sondern auch in der Melodie und Harmonieführung. Es gibt daher auch nach den Entwicklungen zwischen 1970 und 1974 Werke, die in Teilen dodekaphonisch oder auch freitonal sind, wie auch das Postludium (1984) oder die Metamusik (1992).

### Der Tod seiner Frau Larissa
Der Tod seiner Frau Larissa 1996 stellt einen großen Einschnitt in seinem kompositorischen Schaffen dar. Mit zahlreichen Ratschlägen zu fast jedem seiner Werke unterstützte sie stets seinen künstlerischen Weg: „Für Larissa gab es bei dem Urteil über meine Stücke immer nur ein Ja oder ein Nein.“
Ein großer Teil von Sylwestrows Schaffen war schon immer von ihr geprägt, doch erst nach ihrem Tod widmete er ihr mehrere Stücke. Eines von ihnen ist das Orchesterwerk Der Bote (1996), das man als „neo-klassisch“ bezeichnen kann. Es ist von einer tiefen Traurigkeit und einer Sehnsucht nach Larissa geprägt. Ein weiteres Werk ist das Requiem für Larissa (1999), in dem die Bestürzung über Larissas Tod klar spürbar ist – auch weil es sehr atonal klingt. Wie in der Wiener Klassik bezieht er lateinische Texte einer Totenmesse in sein Requiem mit ein. Allerdings lässt er sie bisweilen nur kurz anklingen, dehnt sie oder kürzt sie – und schafft damit Raum für eigene Emotionen des Zuhörers.

## Kompositionen
- Piano Sonatina (1960, rev. 1965)
- Quartetto Piccolo für Streichquartett (1961)
- Symphonie Nr. 1 (1963, rev. 1974)
- Mysterium für Altflöte und sechs Perkussionsgruppen (1964)
- Spectra für Kammerorchester(1965)
- Monodia für Klavier und Orchester (1965)
- Symphonie Nr. 2 für Flöte, Timpani, Klavier und Streichorchester (1965)
- Symphonie Nr. 3 "Eschatophonie" (1966)
- Poem to the Memory of Borys Lyatoshynsky für Orchester (1968)
- Drama für Violine, Cello und Klavier (1970–1971)
- Meditation für Cello und Klavier (1972)
- Streichquartett Nr. 1 (1974)
- Dreizehn Estrades Lieder (1973–1975)
- Stille Lieder nach Puschkin, Lermontov, Keats, Yesenin, Schewtschenko, u. a. für Bariton und Klavier (1974–1977)
- Symphonie Nr. 4 für Blechbläser und Streicher (1976)
- Kitsch-Musik, Zyklus von 5 Stücken für Klavier (1977)
- Postludium für Violine Solo (1981)
- Postludium für Cello und Klavier (1982)
- Symphonie Nr. 5 (1980–1982)
- Ode to the Nightingale, Kantate mit einem Text von John Keats für Sopran und kleines Orchester (1983)
- Postludium für Klavier und Orchester (1984)
- Streichquartett Nr. 2 (1988)
- Widmung (Dedication), Symphonie für Violine und Orchester (1990–1991)
- Metamusik, symphonisches Poem für Klavier und Orchester (1992)
- Symphonie Nr. 6 (1994–1995)
- Der Bote für Synthesizer oder Klavier und Streichorchester (1996–1997)
- Requiem for Larissa für Chor und Orchester(1997–1999)
- Epitaph für Klavier und Streichorchester(1999)
- Epitaph L.B. für Viola (oder Cello) und Klavier(1999)
- Autumn Serenade für Kammerorchester (2000)
- Requiem (2000)
- Hymn 2001 (2001)
- Symphonie Nr. 7 (2002–2003)
- Lacrimosa für Viola (oder Cello) Solo (2004)
- Symphonie Nr. 8 (2013)
- Gebet für die Ukraine — Боже, Україну храни (2014)

## Diskografie
- 1994 Dedication / Post Scriptum, Gidon Kremer (Violine), Münchner Philharmoniker, Dirigent: Roman Kofman, Teldec
- 1995 Symphonie Nr.5 / Postludium, Deutsches Symphonie-Orchester Berlin, Dirigent: David Robertson, Sony
- 2002 leggiero, pesante, Rosamunde Quartett, ECM Records
- 2003 Metamusik Postludium, Alexei Lubimow (Klavier), Radio-Symphonieorchester Wien, Dirigent: Dennis Russell Davies, ECM Records
- 2004 Requiem for Larissa, National Choir and Symphony Orchestra of Ukraine, Dirigent: Wolodymyr Sirenko, ECM Records
- 2004 Stille Lieder, Sergey Yakovenko (Bariton), Ilja Scheps (Klavier)
- 2007 Bagatellen und Serenaden, Alexei Lubimow (Klavier), Münchener Kammerorchester, Dirigent: Christoph Poppen, ECM Records
- 2007 Symphonie Nr.6, SWR Radio Symphonie Orchester, Dirigent: Andrey Boreyko, ECM Records
- 2008 Drama, Post Scriptum, Epitaphium, Jenny Lin (Klavier), Cornellius Dufallo (Violine), Yves Dharamraj (Violoncello), Koch Records
- 2008 Symphonie Nr.6, Beethoven Orchester Bonn, Dirigent: Roman Kofman, MDG
- 2009 Sacred Works, Kyiv Chamber Choir, Leitung: Mykola Hobdych, ECM Records
- 2009 Symphonien Nr.4 & 5, Lahti Symphony Orchestra, Dirigent: Jukka-Pekka Saraste, BIS
- 2012 Sacred Songs, Kyiv Chamber Choir, Leitung: Mykola Hobdych, ECM Records
- 2013 Naive Musik (1955/1993) etc., Elisaveta Blumina, Grand Piano, Naxos GP639
- 2015 To Thee We Sing – Sacred Choral Works, Latvian Radio Choir, Leitung: Sigvards Kava, Ondine
- 2019 Melodies of Silence, Music for piano, Tomasz Kamieniak (Klavier), Brilliant Classics
- 2022 Maidan, Kyiv Chamber Choir, Dirigent: Mykola Hobdych, ECM Records
- 2022 Requiem für Larissa, Chor des Bayerischen Rundfunks, Münchner Rundfunkorchester, Dirigent: Andres Mustonen (BR-KLASSIK)
- 2023 Silent Songs, Hélène Grimaud (Klavier), Konstantin Krimmel (Bariton), Deutsche Grammophon
- 2024 Echoes of Harmony, Music for piano, Tomasz Kamieniak (Klavier), Brilliant Classics

## Vorlesungen
- Dočekatysja muzyky. Lekciï-besidy. Duch I Litera, Kiew 2011.

## Film
- Dorian Supin: Dialoge Der Komponist Valentin Silvestrov. Eine Produktion von Minor Film in Koproduktion mit dem ZDF in Zusammenarbeit mit arte, 2008.